# Lenny Harris
Leonard Anthony Harris (né le 28 octobre 1964 à Miami, Floride, États-Unis) est un ancien joueur de baseball professionnel qui évolue dans la Ligue majeure de baseball de 1988 à 2005.
Il joue pour 8 clubs différents. Réserviste capable de jouer à plusieurs positions du champ intérieur ainsi qu'au champ extérieur, Lenny Harris détient le record de 212 coups sûrs en carrière dans le rôle de frappeur suppléant.
Il fait partie de l'équipe des Marlins de la Floride championne de la Série mondiale 2003.
Depuis 2015, Harris est instructeur de troisième but et adjoint à l'instructeur des frappeurs chez les Marlins de Miami.

## Carrière
Lenny Harris est repêché par les Reds de Cincinnati au 5e tour de sélection en 1983. Il fait ses débuts dans la Ligue majeure de baseball avec Cincinnati le 7 septembre 1988. Après avoir évolué pour les Reds jusqu'à la mi-saison 1989, il joue pour les Dodgers de Los Angeles de 1989 à 1993, puis revient chez les Reds pour 5 saisons, de 1994 à 1998. Il joue par la suite pour les Mets de New York (1998), les Rockies du Colorado (1999), Diamondbacks de l'Arizona (1999-2000), les Mets une seconde fois (2000-2001), les Brewers de Milwaukee (2002), les Cubs de Chicago (2003), puis les Marlins de la Floride (2003-2005).
Il joue la Série mondiale 2000 avec les Mets, qui la perdent face aux Yankees de New York. Il est membre des Marlins de la Floride lorsque ce club remporte la Série mondiale 2003 sur les Yankees.

### Records comme frappeur suppléant
En 2001 avec les Mets de New York, Harris établit les records actuels (en date de 2015) du baseball majeur avec 95 passages au bâton et 83 présences officielles au bâton dans le rôle de frappeur suppléant.
Au terme de ses 18 saisons, Lenny Harris détient le record des majeures de 212 coups sûrs réussis comme frappeur suppléant. Avec les Mets le 6 octobre 2001 au Shea Stadium, il frappe son 151e dans ce rôle contre Carl Pavano, lanceur des Expos de Montréal, pour battre l'ancien record de 150 établi par Manny Mota de 1962 à 1980.
Harris est aussi détenteur des totaux records de 883 passages au bâton et 804 présences officielles au bâton comme frappeur suppléant en carrière.
En 1999 avec Colorado et Arizona, Harris mène les majeures avec 26 coups sûrs comme frappeur suppléant, le deuxième plus haut total de l'histoire en une saison, après le record de 28 établi par John Vander Wal pour Colorado en 1995.
En 2001 avec New York, Harris mène les majeures avec 21 coups sûrs comme frappeur suppléant.
En 2002, il mène à nouveau les majeures avec 22 coups sûrs comme frappeur suppléant, inscrivant le record d'équipe des Brewers de Milwaukee et devenant le premier joueur de l'histoire à réussir au moins 15 coups sûrs dans ce rôle durant 4 saisons consécutives.
Lenny Harris récolte 90 points produits en carrière dans le rôle de frappeur suppléant.

## Statistiques
En 18 ans, Lenny Harris dispute 1 903 matchs dans le baseball majeur. Sa moyenne au bâton en carrière s'élève à ,269 et son pourcentage de présence sur les buts à ,318. Il frappe 1 055 coups sûrs, dont le record de 212 comme frappeur suppléant. De ces 1 055 coups sûrs, 161 sont des doubles, 21 des triples et 37 des circuits. Il réussit 131 vols de buts en 185 tentatives, amasse 460 points marqués et 369 points produits.
Il participe aux séries éliminatoires avec Cincinnati en 1995, Arizona en 1999, New York en 2000 et Floride en 2003, faisant une apparition dans un total de 17 matchs. Il frappe trois coups sûrs en 15 présences au bâton, vole deux buts et produit un point. Il se rend sur les buts grâce à un but-sur-balles et marque un point malgré le fait qu'il ne réussit aucun coup sûr en 5 passages au bâton pour les Mets dans la Série mondiale 2000. Il dispute les éliminatoires de 2003 qui sacrent les Marlins de la Floride champions du monde, mais ne fait aucune apparition dans la Série mondiale.

### Défensive
Joueur d'utilité, Lenny Harris dispute 485 matchs à la position de joueur de troisième but, 304 au poste de voltigeur (répartis entre le champ droit et le champ gauche), 300 comme joueur de deuxième but, en plus d'une poignée de matchs au premier but et à l'arrêt-court.

## Carrière d'entraîneur

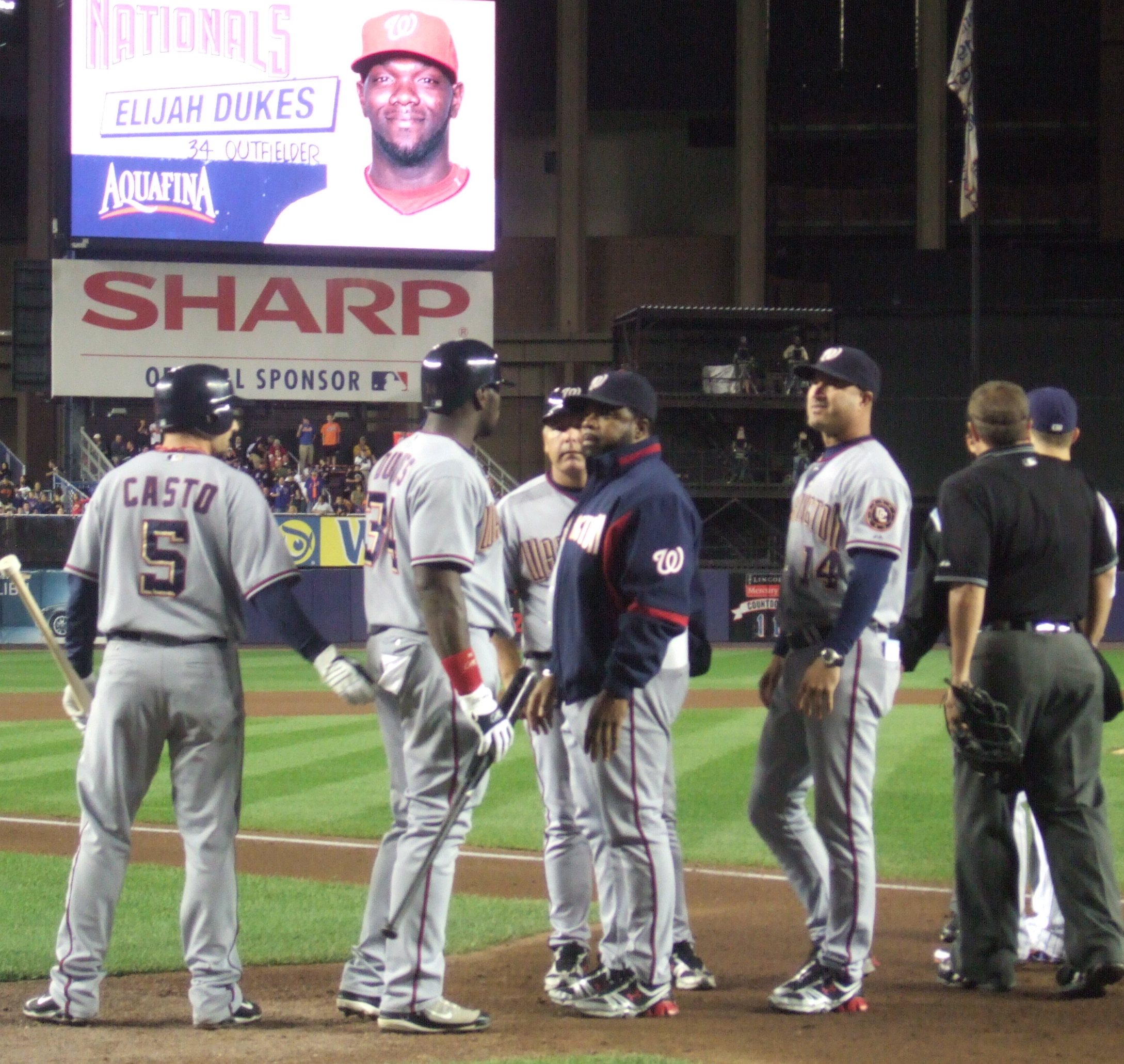
Au centre de la photo, portant un blouson foncé, l'instructeur Lenny Harris des Nationals de Washington, le 10 septembre 2008.

### Nationals de Washington
Après la fin en 2005 de sa carrière de joueur, Lenny Harris est en 2006 et 2007 instructeur des joueurs d'avant-champ en ligues mineures auprès des clubs affiliés aux Nationals de Washington. Ces derniers l'invitent à rejoindre le club des majeures en 2008. Il est l'instructeur des frappeurs des Nationals pour une saison, et son contrat n'est pas renouvelé pour la saison 2009.

### Dodgers de Los Angeles
Il rejoint les Dodgers de Los Angeles et supervise leurs frappeurs lors des camps d'entraînement de 2009 et 2010, avant d'être en 2011 instructeur des frappeurs des Loons des Great Lakes, le club-école de niveau A de la franchise dans la Midwest League.

### Marlins de Miami
De 2012 à 2014, Harris est instructeur des frappeurs des GCL Marlins, le club-école des Marlins de Miami dans la Gulf Coast League. 
En 2015, il est promu chez les Marlins de Miami, où il est l'instructeur de troisième but et l'instructeur des frappeurs adjoint de Frank Menechino.